# Balacra belga
Balacra belga là một loài bướm đêm thuộc phân họ Arctiinae, họ Erebidae.